# Base organique
Une base organique est un composé organique agissant comme base. Les bases organiques sont généralement solubles dans les solvants organiques, à l'inverse des bases minérales qui sont plutôt solubles dans l'eau.

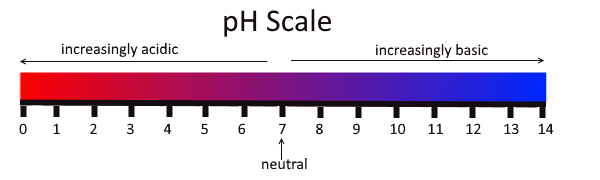
Echelle pH

## Types de base
Un grand nombre de bases organiques possèdent un ou plusieurs atomes d'azote qui peuvent être facilement protonés. Par exemple :
- Pyridine
- Triéthylamine
- Imidazole
- Histidine

On trouve également des anions et des bases phosphorées :
- Phosphazènes
- Bases de Verkade
- Hydroxydes de cations organiques

Pour obtenir des bases plus fortes, on utilise des bases conjuguées de molécule organique :
- alcoolate
- amidure[1]